# تراسي دينويدي
تراسي دينويدي (بالإنجليزية: Traci Dinwiddie)‏ (ولدت في 22 ديسمبر 1973) ممثلة تلفزيونية و سينمائية أمريكية من أصول سورية وأمريكية أصلية. ظهرت في عدة أفلام أشهرها BLACK NIGHT الكوميدي عام 2001, ومسلسلات أشهرها سوبرناتشورال في أربع حلقات عام 2010 ومثلت أيضاً في فيلم إيلينا أندون في سنة 2010.

## روابط خارجية
- تراسي دينويدي على موقع IMDb (الإنجليزية)
- تراسي دينويدي على موقع ألو سيني (الفرنسية)
- تراسي دينويدي على موقع أول موفي (الإنجليزية)
- تراسي دينويدي على موقع إن إن دي بي (الإنجليزية)
- تراسي دينويدي على موقع قاعدة بيانات الفيلم (الإنجليزية)
- تراسي دينويدي على موقع كينوبويسك (الروسية)

ويكيبيديا:محتوى غير حر